# 釣神 フィッシュマスター1
『釣神 フィッシュマスター1』（つりがみ フィッシュマスターワン）は2002年3月8日に発売されたケイエスエス製作のオリジナルビデオ。
本作の続編としてフィッシングマスター 釣神2が制作されている。

## キャスト
- 本宮泰風
- 福田佳弘
- 横須賀まりこ
- ミッキー・カーチス
- 嘉門洋子
- チューヤン
- 若山佳弘
- 永倉大輔
- ふじのほのか
- 天手りえ
- チョコ
- 力也

## スタッフ
- 制作:仁平幸男
- 脚本：これやす弥生、大月英治
- 企画:川上幸雄
- 撮影:今井裕二